# ویلیام دین
سر ویلیام پاتریک دین (انگلیسی: Sir William Patrick Deane؛ زادهٔ ۴ ژانویهٔ ۱۹۳۱) یک سیاست‌مدار و قاضی اهل استرالیا است. وی از ۱۶ فوریه ۱۹۹۶ تا ۲۹ ژوئن ۲۰۰۱ فرماندار کل استرالیا بود.